# Títulos do Fortaleza Esporte Clube
Esta é a lista de títulos do Fortaleza Esporte Clube conquistados em diferentes modalidades desde sua inauguração como um clube de futebol, em 18 de outubro de 1918.

## Futebol Masculino

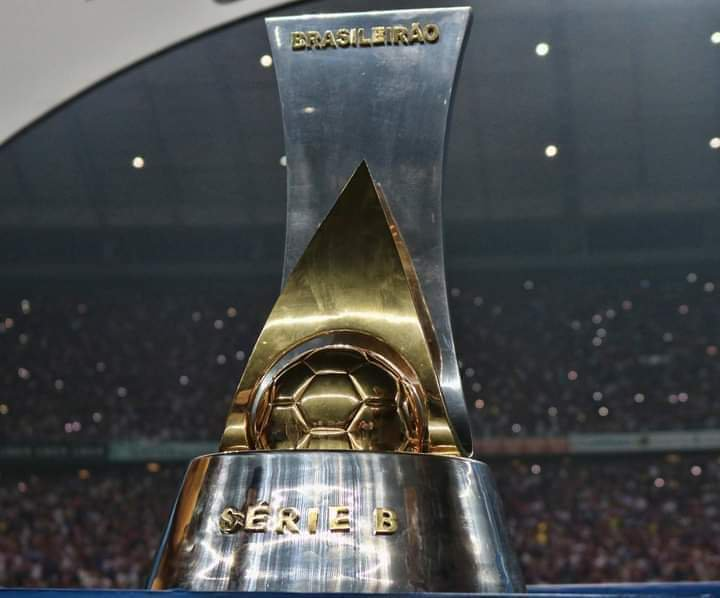
A taça de Campeão Brasileiro da Série B de 2018, ano do seu centenário

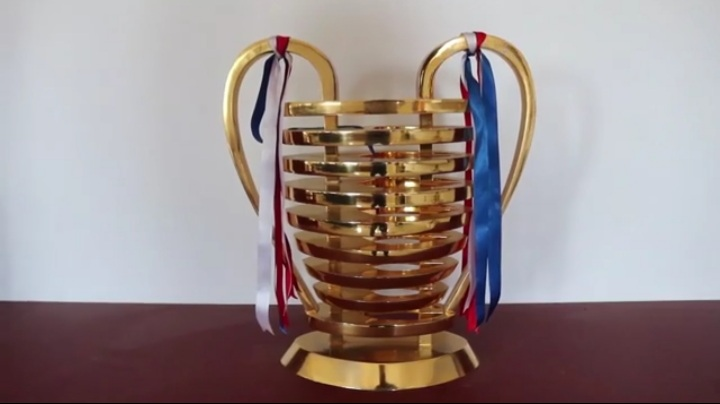
A taça de Campeão da Copa do Nordeste de 2019.

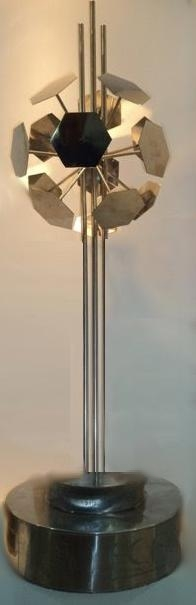
Troféu do tetracampeonato cearense, conquistado em 2010

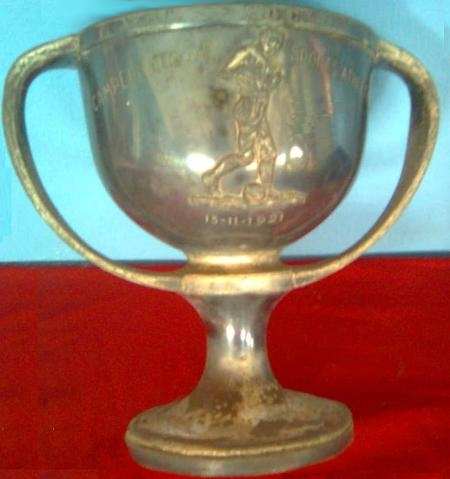
Taça do bicampeonato cearense, conquistada em 1921

| NACIONAIS                             | NACIONAIS                       | NACIONAIS | NACIONAIS |
|                                       | Competição                      | Títulos   | Temporadas |
| ------------------------------------- | ------------------------------- | --------- | --- |
|                                       | Campeonato Brasileiro - Série B | 1         | 2018 |
| INTER-REGIONAIS                       |                                 |           | |
|                                       | Competição                      | Títulos   | Temporadas |
|                                       | Torneio Norte–Nordeste          | 1         | 1970 |
| REGIONAIS                             |                                 |           | |
|                                       | Competição                      | Títulos   | Temporadas |
|                                       | Copa do Nordeste                | 3         | 2019, 2022 e 2024 |
|                                       | Copa Cidade de Natal            | 1         | 1946 |
| INTERESTADUAIS                        |                                 |           | |
|                                       | Competição                      | Títulos   | Temporadas |
| Ceará · Paraíba · Rio Grande do Norte | Torneio Octávio Pinto Guimarães | 1         | 1986 |
| ESTADUAIS                             |                                 |           | |
|                                       | Competição                      | Títulos   | Temporadas |
|                                       | Campeonato Cearense de Futebol  | 46        | 1920, 1921, 1923, 1924, 1926, 1927, 1928, 1933, 1934, 1937, 1938, 1946, 1947, 1949, 1953, 1954, 1959, 1960, 1964, 1965, 1967, 1969, 1973, 1974, 1982, 1983, 1985, 1987, 1991, 1992***, 2000, 2001, 2003, 2004, 2005, 2007, 2008, 2009, 2010, 2015, 2016, 2019, 2020, 2021, 2022 e 2023 |
|                                       | Torneio Início do Ceará         | 12        | 1925, 1927, 1928, 1933, 1935, 1948, 1960, 1961, 1962, 1964, 1965 e 1977 |
|                                       | Taça dos Campeões Cearenses     | 2         | 2016, 2017 |

### Títulos não-oficiais

#### Internacionais
- Panamaribo Cup: 1962[1]

#### Nacionais
- Torneio Início do Torneio de Integração Nacional: 1971[2]

#### Regionais
- Zonal Norte Nordeste da Taça Brasil: 2 vezes (1960 e 1968);
- Grupo Norte da Taça Brasil: 3 vezes (1960, 1961 e 1966).

### Outras conquistas
- Liga Metropolitana de Fortaleza: 1919 (primeiro torneio);
- Torneio 15 de Novembro: 1931;
- Torneio Quadrangular Silvio Pacheco: 1957;
- Copa Cearense Master: 2016;
- Copa Cearense de Futebol Cinquentão Masters 50: 2017.

### Campanhas de destaque
| Fortaleza Esporte Clube         | Fortaleza Esporte Clube | Fortaleza Esporte Clube | Fortaleza Esporte Clube     | Fortaleza Esporte Clube |
| Torneio                         | Campeão                 | Vice-campeão            | Terceiro                    | Quarto                  |
| ------------------------------- | ----------------------- | ----------------------- | --------------------------- | ----------------------- |
| Copa Sul-Americana              | 0 (não possui)          | 1 (2023)                | 0 (não possui)              | 0 (não possui)          |
| Campeonato Brasileiro           | 0 (não possui)          | 2 (1960 e 1968)         | 0 (não possui)              | 1 (2021)                |
| Copa do Brasil                  | 0 (não possui)          | 0 (não possui)          | 1 (2021)                    | 0 (não possui)          |
| Campeonato Brasileiro - Série B | 1 (2018)                | 2 (2002 e 2004)         | 0 (não possui)              | 0 (não possui)          |
| Campeonato Brasileiro - Série C | 0 (não possui)          | 1 (2017)                | 0 (não possui)              | 0 (não possui)          |
| Torneio Norte-Nordeste          | 1 (1970)                | 0 (não possui)          | 0 (não possui)              | 0 (não possui)          |
| Copa do Nordeste                | 3 (2019, 2022 e 2024)   | 0 (não possui)          | 4 (2013, 2020, 2021 e 2023) | 1 (2001)                |
| Campeonato Cearense             | 46 vezes                | 26 vezes                | 17 vezes                    | 6 vezes                 |
| Copa Fares Lopes                | 0 (não possui)          | 1 (2017)                | 0 (não possui)              | 0 (não possui)          |
| Taça dos Campeões Cearenses     | 2 (2016 e 2017)         | 0 (não possui)          | —                           | —                       |

## Categorias de base

### Juniores (Sub-18/20)
- Copa do Nordeste de Juniores: 2005 e 2018;
- Campeão Cearense de Juniores: 1972, 1973, 1974, 1976, 1978, 1980, 1981, 1983, 1985, 1986 e 1997;
- Campeão Cearense Sub-18: 2002, 2003, 2007 e 2009;
- Campeão Cearense Sub-20: 1998, 2001, 2005, 2011, 2013, 2014, 2016, 2017 e 2024[3].

### Juvenil (Sub-16/17)
- Campeão Cearense de Juvenil: 1963, 1964, 1965, 1966, 1967, 1968, 1969, 1980, 1981 e 1996;
- Campeão Cearense Infantil: 1937;
- Campeão Cearense Sub-16: 2003, 2007 e 2009;
- Campeão Cearense Sub-17: 2000, 2011, 2012, 2014,  2020.

### Infantojuvenil (Sub-14/15)
- Campeão Cearense Sub-7: 2018[4];
- Campeão Cearense Sub-9: 2018;
- Campeão Cearense Sub-12: 2006 e 2007;
- Campeão Cearense Sub-13: 2018;
- Copa Internacional de Futebol Sub-14: 2002;
- Copa Caucaia Sub-15: 2009 e 2011;
- Campeão do Torneio Início Campeonato Assunção Globo Sub-15: 2011;
- Campeão Cearense Sub-15: 2005, 2013, 2014, 2017 e 2018;
- Copa Messejana Sub-12: 2008;
- Copa Messejana Sub-13: 2012;
- Copa Messejana Sub-14: 2009;
- Super Liga Messejana de Desportos Sub-12: 2010;
- Super Liga Metrópole Sub-14: 2010;
- Copa Serrinha Sub-12: 2010;
- Campeão da 3ª Taça Internacional de Futebol do Interior Paulista - Infantil: 2002.

## Títulos individuais

#### TroféuBola de Prata(Revista Placar)
- Louro (lateral-direito) - 1974.

#### Maior goleador da temporada do futebol brasileiro
- Rinaldo - 2006[5] (35 gols);
- Gustavo - 2018[6] (30 gols).

#### Artilheiros daCampeonato Brasileiro
- Bececê - 1960 (7 gols).

#### Artilheiros doCampeonato Brasileiro da Série B
- Vinícius - 2002 (22 gols);
- Rinaldo - 2004 (14 gols);
- Marcelo Nicácio - 2009 (17 gols).

#### Artilheiros doCampeonato Brasileiro da Série C
- Assisinho - 2013 (12 gols).

#### Artilheiros daCopa do Nordeste
- Júnior Santos - 2019 (8 gols);
- Moisés - 2024 (7 gols).

#### Artilheiros doCampeonato Cearense
| Humberto Ribeiro - 1920 (11 gols), 1927 (9 gols) e 1928 (12 gols) Juracy - 1921 (13 gols), 1922 (11 gols) e 1924 (12 gols) Antônio Oliveira - 1926 (11 gols) Bila - 1933 (12 gols) e 1934 (16 gols) Mundico - 1938 (28 gols) França - 1940 (13 gols), 1946 (11 gols) e 1947 (12 gols) Antonino - 1949 (10 gols) e 1950 (11 gols) Moésio Gomes - 1952 (10 gols), 1953 (18 gols) e 1954 (11 gols) Bececê - 1959 (21 gols) Haroldo Castelo Castelo - 1962 (31 gols) Mozart Gomes - 1964 (20 gols) Croinha - 1966 (15 gols) e 1967 (12 gols) Erandir - 1969 (15 gols) Marciano - 1973 (17 gols), 1976 (34 gols) e 1980 (20 gols) Beijoca - 1974 (26 gols) | Haroldo - 1975 (8 gols) Geraldino Saravá - 1978 (26 gols) Luís Alberto Duarte dos Santos - 1983 (33 gols) Da Silva - 1987 (19 gols) Sílvio - 1991 (18 gols) Osmar - 1992 (17 gols) Elói - 1993 (19 gols) Sandro - 1997 (39 gols) Eron - 1999 (23 gols) Clodoaldo - 2001 (16 gols) e 2003 (19 gols) Rinaldo - 2006 (19 gols) e 2007 (14 gols) Paulo Isidoro - 2008 (14 gols) Marcelo Nicácio - 2009 (13 gols) Robert - 2014 (21 gols) Anselmo - 2016 (11 gols) Gustavo - 2018 (15 gols) |

## Futebol Feminino
| Principais Títulos                      | Principais Títulos | Principais Títulos | Principais Títulos |
| Competição                              | Títulos            | Temporadas         |                    |
| --------------------------------------- | ------------------ | ------------------ | ------------------ |
| Campeonato Cearense de Futebol Feminino | 3                  | 2010, 2020 e 2022  |                    |

### Outros Títulos Estaduais
- Campeão da II Copa Meninas de Iracema Sub-17: 2010;
- Campeão da II Copa Meninas de Iracema Adulta: 2010;
- Torneio do Dia Internacional da Mulher: 2010.

## Basquete

### Regionais
- Copa Brasil Nordeste de Basquetebol: 2001 e 2003

### Estaduais
- Campeão Cearense Adulto Masculino: 1982, 1994/95, 1999/2000, 2000, 2001, 2002, 2003, 2004, 2005, 2006 e 2019
- Campeão do V Torneio Roberto Catrib: 2003
- Campeão Cearense Juvenil Masculino: 2008
- Campeão Cearense Infantil Masculino: 2008
- Campeão Cearense Mini-Feminino: 2008
- Campeão Cearense Infantil Feminino: 2008

## Futsal

### Nacionais
- Campeonato Brasileiro de Futsal: 2024[8]

### Regionais
- Copa Nordeste de Futsal: 2024;[9]
- Liga Nordeste de Futsal: 2009;
- Copa Norte–Nordeste em São Luís: 2003;
- Copa FEEMA de Futsal da Cidade de São Luís: 2002.

### Estaduais
- Copa Estado do Ceará de Futsal: 2024;[10]
- Campeonato Cearense Adulto de Futsal: 2008;
- Copa Metropolitana: 1995, 2002, 2004 e 2006.

## Futebol de sete

### Nacional
- Copa do Brasil de Fut7: 2018[11]

## Futebol de areia

### Internacional
- The Beach Soccer USA Cup: 2017[12]

## Handebol

### Internacionais
- Campeão do Torneio Internacional Guianas Francesas Masculino: 2002
- Campeão do Torneio Internacional Guianas Francesas Feminino: 2002

### Nacionais
- Campeonato Brasileiro Adulto Feminino de Clubes da Primeira Divisão: 2001
- Campeonato Brasileiro Adulto Masculino de Clubes da Primeira Divisão: 2004

### Regionais
- Liga Nordeste Adulto Feminino: 2001 e 2015
- Liga Nordeste Adulto Masculino: 2010 e 2011
- Campeão da IV Paraíba Cup Masculino: 2003
- Campeão da IV Paraíba Cup Feminino: 2003
- Taça Campina Grande de Handball Adulto: 2002, 2008, 2009 e 2010
- Taça Campina Grande de Handball Sub-21: 2010
- Taça Campina Grande de Handball Júnior: 2008
- Campeão da Copa Natal de Handball Masculino: 2001
- 8º Copão Mossoró de Handball Masculino: 2002
- Copa Nordeste Feminino: 2001
- Copa Natal Feminino: 2001
- Copão Mossoró Feminino: 2002

### Estaduais
- Copa dos Campeões: 2011
- Taça Fortaleza: 2008,2009 e 2010
- Campeão Cearense Feminino: 2001, 2002, 2003, 2004, 2005, 2006, 2013, 2014, 2015, 2016 e 2017
- Campeão Cearense Masculino: 2008, 2010, 2011 e 2012
- Copa dos Campeões: 2008
- Campeão Cearense Intermunicipal Masculino Indoor: 2003 e 2005
- Campeão Cearense Intermunicipal Feminino Indoor: 2001, 2002 e 2003
- Campeão da XI Taça Fortaleza de Handball Masculino: 2001
- Campeão Intermunicipal Feminino: 2001 e 2002
- Taça Fortaleza Feminino: 2001 e 2002
- I Copa Crateús: 2010
- Copa Juazeiro do Norte: 2010

## Handebol de Areia

### Regionais
- Copa Paraíba de Beach Handebol: 2001
- 3ª etapa do Circuito Brasileiro de Hand Beach Masculino: 2010

### Estaduais
- Campeão Cearense Masculino Adulto: 2005, 2007, 2008 e 2010
- Campeão do Fortaleza Verão de Handebol: 2001 e 2002
- Campeão Cearense Feminino Adulto: 2002 e 2003
- Campeão Cearense Intermunicipal Masculino (Indoor): 2003 e 2005
- Campeão Cearense Intermunicipal Feminino (Indoor): 2001, 2002 e 2003
- Seletiva Cearense para a 3ª Etapa do Circuito Nacional de Handebol de Praia: 2010
- Copa SESC de Beach Handball: 2010

## Hóquei Sobre Patins

### Estaduais
- Campeão Adulto Masculino: 2004, 2005, 2006, 2007, 2008, 2009 e 2010
- Campeão Cearense Juvenil: 2004, 2005, 2006, 2007, 2008 e 2009
- Campeão Cearense Infantil: 2004, 2005, 2006, 2007 e 2008
- Campeão Cearense Mirim: 2005, 2006, 2007 e 2008
- Campeão Cearense Feminino: 2008 e 2010
- Campeão da Copa Fábio Montez/Armindo Melão: 2009
- Campeão Cearense Sub-20 Masculino:2004, 2005, 2006, 2007, 2008, 2009 e 2010
- Campeão Cearense Sub-13 Masculino: 2009

## Vôlei

### Estaduais
- Campeão Cearense Adulto Masculino: 2000
- Campeão Cearense Infantil Masculino: 2004
- Campeão Cearense Mirim Masculino: 2004
- Campeão Cearense Mirim Feminino: 2004

## Outros
- Miss Ceará: 1963 com Vera Maria Barros Maia
- Campeão Cearense de Clubes Sociais do Carnaval: 1972